# Педро Ансурес

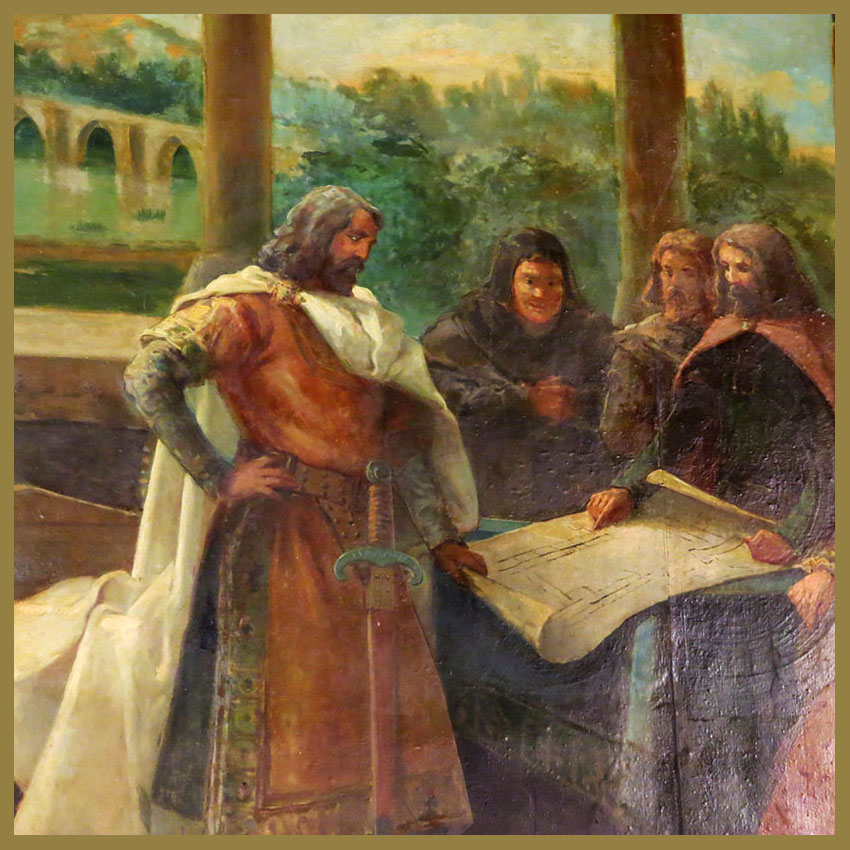
Граф Педро Ансурес планирует строительство Колегиаты де Санта-Мария. Фрески Эухенио Оливы.

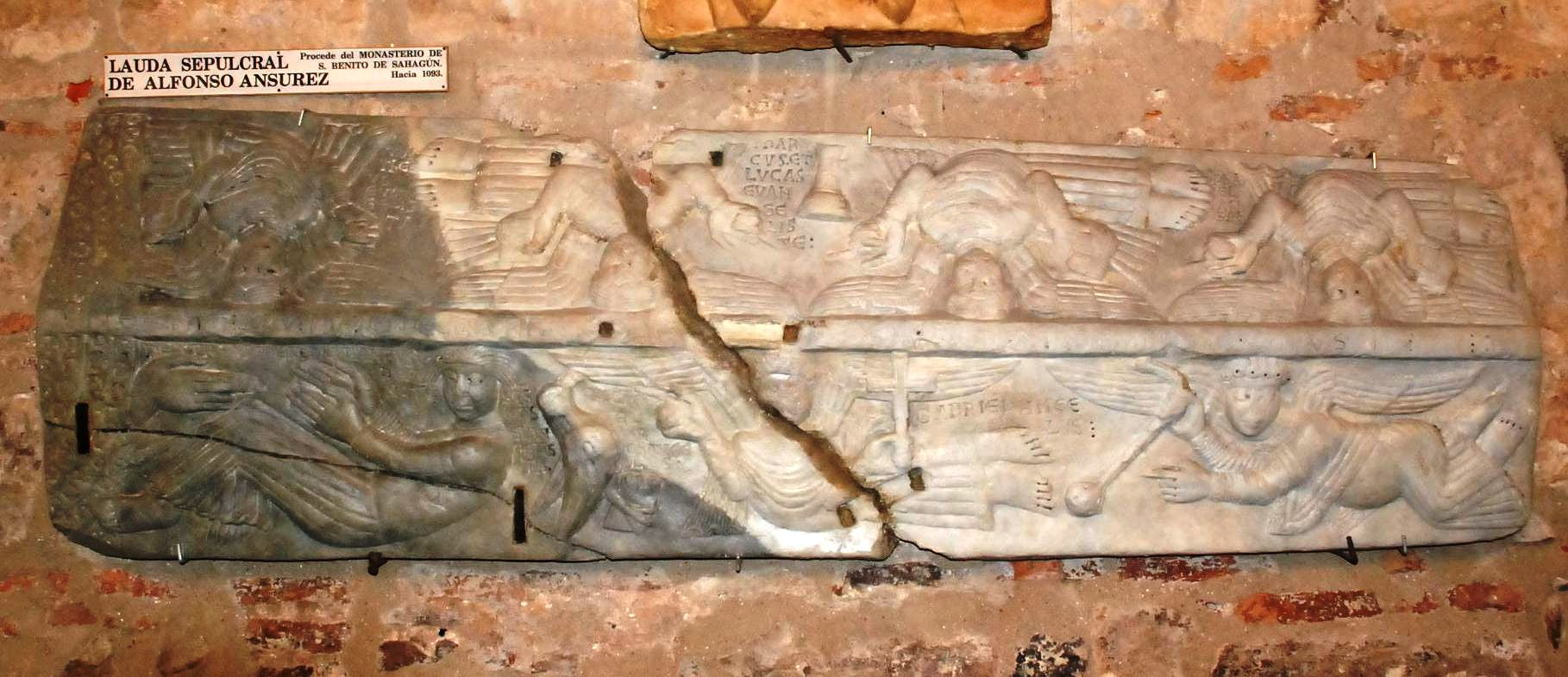
Саркофаг заказал Педро Ансурес для своего младшего сына Альфонсо. Первоначально он находился в монастыре Саагун, а теперь находится в музее Сан-Исидоро-де-Леон. Его эпитафия гласит: «На шестой день декабрьских идов в 1131 году эры [10 декабря 1093 года] умер Альфонсо, дорогой сын графа Педро Ансуреса и графини Эйло.»

Педро Ансурес (исп. Pedro Ansúrez; ок. 1037 — 9 сентября 1118/1119) — кастильский дворянин, граф де Льебана, Каррион и Сальданья в последние десятилетия XI века и в первые десятилетия XII века. Он считается основателем и первым сеньором Вальядолида.

## Биография
Педро был потомком кастильского дворянского рода Бану Гомес, сыном Ансура Диаса от его первой жены, имя которой неизвестно. Его дед, Диего Фернандес, был графом Сальданьи и Карриона. Педро Ансурес женился дважды, первый раз 17 июня 1084 года на Эло (или Эйло), дочери графа Альфонсо Муньоса и Альдонсы Гонсалес Тригеросской. Она умерла до 17 сентября 1114 года, когда Педро сделал пожертвование для блага ее души каноникам собора Вальядолида, и он появляется на следующий день со своей второй женой, Эльвирой Санчес, на которой он, возможно, женился некоторое время назад. У Педро было пятеро детей: Альфонсо, Фернандо, Мария, Майор и Уррака. Альфонсо умер молодым, и его саркофаг, заказанный Педро, до сих пор можно увидеть в музее Саагуна. Дети Педро и Эло воспитывались в доме менее знатного дворянина, в доме Сити Альвареса и его жены Фройло, которые были должным образом вознаграждены за свои заслуги земельным пожалованием.
Педро Ансурес был одним из самых близких дворян к королю Леона и Кастилии Альфонсо VI, хотя более поздние утверждения о том, что он был наставником или опекуном инфанта Альфонсо в молодости, должны быть отвергнуты, поскольку король и Педро были примерно одного возраста. В течение 24 июля — 3 сентября 1067 года Педро служил майордомом двора Альфонсо. Он был возведен королем в графский титул, возможно, еще 22 ноября 1068 года, но определенно до 1 ноября 1070 года, после чего он всегда подписывает хартии, используя этот титул. В 1072 году он сопровождал инфанта Альфонсо в изгнание в Толедо. Позже, когда Альфонсо VI вернулся, чтобы унаследовать королевства Леон и Кастилия, Педро и Эйло были причастны в повторному заселению Вальядолида. Так они поступали с людьми из своих округов Сальданья и Каррион. Однако город действительно начал расти, когда титул сеньора был передан Педро несколько лет спустя. Он стал плодовитым строителем, построив для себя и своей жены Большой дворец, который не сохранился, и больницу. Он построил мост через реку Писуэрга и множество религиозных сооружений, таких как церковь Санта-Мария-ла-Антигуа и Колегиата-де-Санта-Мария, которая служила местом расположения собора (епископской резиденции). Окрестности Вальядолида составляли внешние границы Кастильского королевства в его время, и Педро был ответственен за повторное заселение области между Льебаной и Куэльяром. Его огромный пограничный район включал в себя исторически значимый город Толедо. В 1095 году в состав его сеньории был включен Мадрид.
Около 1087 года, во время брака старшей дочери Альфонсо и его наследницы Урраки с Раймундом Бургундским, король назначил Педро ее опекуном (наставником), и она осталась при его дворе в соответствии с более поздним примером Crónica General (конец XIII века). Это, вероятно, служило для предотвращения накопления слишком большого влияния в руках французов. К концу столетия власть и влияние Педро были ослаблены расширением влияния Капетингов Раймунда и Генриха Бургундских.
Когда его дочь Мария овдовела после смерти графа Урхеля Эрменгола V (? — 1102), Педро Ансурес передал опеку над её сыном Эрменголом VI графу Рамону Беренгеру III Барселонскому. В 1103—1108 годах Педро находился в изгнании в графстве Урхель, чем вызвал недовольство Альфонсо VI . Он принимал активное участие в завоевании Балагера. Педро привез в Урхель своего оруженосца (армигера), рыцаря по имени Иньиго Перес. Только крупные магнаты могли позволить себе нанимать таких офицеров. Армигер, или альферес, был ответственен за то, чтобы вести меснаду (свиту) Педро в бой.
В 1114 году Педро Ансурес пожертвовал часть земли в Фуэнсальданье церкви Вальядолида. В 1143 году Санчо Ансурес, внук Педро от его дочери Урраки, ввел Орден премонстрантов в Испанию, когда он стал аббатом Фуэнтесклараса, переехал в Ретуэрту в 1146 году. Санчо учился у Святого Норберта в Премонтре.